# Villares (Guitiriz)
Villares (llamada oficialmente San Vicenzo dos Vilares) es una parroquia española del municipio de Guitiriz, en la provincia de Lugo, Galicia.

## Otras denominaciones
La parroquia también es conocida por el nombre de San Vicente de Vilares.

## Organización territorial
La parroquia está formada por cuarenta y seis entidades de población, constando cuarenta y tres de ellas en el nomenclátor del Instituto Nacional de Estadística español:

### Entidades de población
Entidades de población que forman parte de la parroquia:
- A Chousa Grande
- Ación
- Ares (Os Ares)
- Barreiro (O Barreiro)
- Cancelo (O Cancelo)
- Casanova de Vilariño (A Casa Nova de Vilariño)
- Casas Vellas (As Casas Vellas)
- Cibreiro
- Costorias (As Costoiras)
- Coto (O Coto)
- Drada
- Fagundo (O Fagundo)
- Forcamuñiz (A Forcamuñiz)
- Gorgulfe (O Gorgulfe)
- Laxoso (O Laxoso)
- Lea
- Liñarede
- Malde
- Mato (O Mato)
- Meao (O Meao)
- Nandulfe
- Novás
- O Merendeiro
- Os Castros
- Pazo (O Pazo)
- Pena (A Pena)
- Penafachada (A Pena Fachada)
- Picofarelo (O Pico Farelo)
- Ramos (Os Ramos)
- Reboira (A Reboira)
- Rego Pequeno
- Reixas (As Reixas)
- Requeixo
- Ribeira (A Ribeira)
- San Miguel
- Tarrelo (O Tarrelo)
- Tiñaz (A Tiñaz)
- Tolda (A Tolda)
- Toxobrañío (O Toxo Brañío)
- Verulfe (Berulfe)
- Vilarchán
- Vilargabín
- Vilasuso

### Despoblados
Despoblados que forman parte de la parroquia:
- Penaroldán (A Pena de Roldán)
- Vilariño (O Vilariño)

## Demografía
| Gráfica de evolución demográfica de Villares entre 2000 y 2020 |
|                                                                |
| Datos según el nomenclátor publicado por el INE.               |